# Sommet de l'Élevage
Le Sommet de l’Élevage est un salon international annuel fondé en 1992, consacré à l'élevage qui se tient pendant quatre jours (trois jours avant l'édition 2021) chaque première semaine pleine d'octobre à Cournon-d'Auvergne dans la métropole de Clermont-Ferrand en région Auvergne-Rhône-Alpes. Ce salon est largement tourné vers les professionnels du secteur, avec près de 2 000 animaux en concours ou en présentation et plus de 1 700 exposants. Il accueille chaque année plus de 115 000 visiteurs dont près de 5000 sont de nationalité étrangère.